# ريتشارد لويس (لاعب كريكت)
ريتشارد لويس (بالإنجليزية: Richard Lewis)‏ (10 مارس 1874 في المملكة المتحدة - 7 سبتمبر 1917) هو لاعب كريكت بريطاني (وحمل سابقاً جنسية المملكة المتحدة لبريطانيا العظمى وأيرلندا).